# FWA年間最優秀選手賞
FWA年間最優秀選手賞（英: Football Writers' Association Footballer of the Year）は、イングランド国内でプレイするサッカー選手を対象とした賞である。FWA（英: Football Writers' Association、サッカーライター協会）によって、1947-48シーズン以降毎年表彰されている。

## 歴代受賞者
| 年度    | 選手                       | 所属クラブ                         |
| ------- | -------------------------- | ---------------------------------- |
| 1947-48 | スタンリー・マシューズ     | ブラックプール                     |
| 1948-49 | ジョニー・ケアリー         | マンチェスター・ユナイテッド       |
| 1949-50 | ジョー・マーサー           | アーセナル                         |
| 1950-51 | ハリー・ジョンストン       | ブラックプール                     |
| 1951-52 | ビリー・ライト             | ウルヴァーハンプトン・ワンダラーズ |
| 1952-53 | ナット・ロフトハウス       | ボルトン・ワンダラーズ             |
| 1953-54 | トム・フィニー             | プレストン・ノースエンド           |
| 1954-55 | ドン・レヴィー             | マンチェスター・シティ             |
| 1955-56 | ベルト・トラウトマン       | マンチェスター・シティ             |
| 1956-57 | トム・フィニー             | プレストン・ノースエンド           |
| 1957-58 | ダニー・ブランチフラワー   | トッテナム・ホットスパー           |
| 1958-59 | シド・オーウェン           | ルートン・タウン                   |
| 1959-60 | ビル・スレイター           | ウルヴァーハンプトン・ワンダラーズ |
| 1960-61 | ダニー・ブランチフラワー   | トッテナム・ホットスパー           |
| 1961-62 | ジミー・アダムソン         | バーンリー                         |
| 1962-63 | スタンリー・マシューズ     | ストーク・シティ                   |
| 1963-64 | ボビー・ムーア             | ウェストハム・ユナイテッド         |
| 1964-65 | ボビー・コリンズ           | リーズ・ユナイテッド               |
| 1965-66 | ボビー・チャールトン       | マンチェスター・ユナイテッド       |
| 1966-67 | ジャック・チャールトン     | リーズ・ユナイテッド               |
| 1967-68 | ジョージ・ベスト           | マンチェスター・ユナイテッド       |
| 1968-69 | トニー・ブック             | マンチェスター・シティ             |
| 1968-69 | デイヴ・マッケイ           | ダービー・カウンティ               |
| 1969-70 | ビリー・ブレムナー         | リーズ・ユナイテッド               |
| 1970-71 | フランク・マクリントック   | アーセナル                         |
| 1971-72 | ゴードン・バンクス         | ストーク・シティ                   |
| 1972-73 | パット・ジェニングス       | トッテナム・ホットスパー           |
| 1973-74 | イアン・カラハン           | リヴァプール                       |
| 1974-75 | アラン・マレリー           | フラム                             |
| 1975-76 | ケヴィン・キーガン         | リヴァプール                       |
| 1976-77 | エムリン・ヒューズ         | リヴァプール                       |
| 1977-78 | ケニー・バーンズ           | ノッティンガム・フォレスト         |
| 1978-79 | ケニー・ダルグリッシュ     | リヴァプール                       |
| 1979-80 | テリー・マクダーモット     | リヴァプール                       |
| 1980-81 | フランス・ティーセン       | イプスウィッチ・タウン             |
| 1981-82 | スティーブ・ペリマン       | トッテナム・ホットスパー           |
| 1982-83 | ケニー・ダルグリッシュ     | リヴァプール                       |
| 1983-84 | イアン・ラッシュ           | リヴァプール                       |
| 1984-85 | ネヴィル・サウスオール     | エヴァートン                       |
| 1985-86 | ゲーリー・リネカー         | エヴァートン                       |
| 1986-87 | クライヴ・アレン           | トッテナム・ホットスパー           |
| 1987-88 | ジョン・バーンズ           | リヴァプール                       |
| 1988-89 | スティーブ・ニコル         | リヴァプール                       |
| 1989-90 | ジョン・バーンズ           | リヴァプール                       |
| 1990-91 | ゴードン・ストラカン       | リーズ・ユナイテッド               |
| 1991-92 | ゲーリー・リネカー         | トッテナム・ホットスパー           |
| 1992-93 | クリス・ワドル             | シェフィールド・ウェンズデイ       |
| 1993-94 | アラン・シアラー           | ブラックバーン・ローヴァーズ       |
| 1994-95 | ユルゲン・クリンスマン     | トッテナム・ホットスパー           |
| 1995-96 | エリック・カントナ         | マンチェスター・ユナイテッド       |
| 1996-97 | ジャンフランコ・ゾラ       | チェルシー                         |
| 1997-98 | デニス・ベルカンプ         | アーセナル                         |
| 1998-99 | ダヴィド・ジノラ           | トッテナム・ホットスパー           |
| 1999-00 | ロイ・キーン               | マンチェスター・ユナイテッド       |
| 2000-01 | テディ・シェリンガム       | マンチェスター・ユナイテッド       |
| 2001-02 | ロベール・ピレス           | アーセナル                         |
| 2002-03 | ティエリ・アンリ           | アーセナル                         |
| 2003-04 | ティエリ・アンリ           | アーセナル                         |
| 2004-05 | フランク・ランパード       | チェルシー                         |
| 2005-06 | ティエリ・アンリ           | アーセナル                         |
| 2006-07 | クリスティアーノ・ロナウド | マンチェスター・ユナイテッド       |
| 2007-08 | クリスティアーノ・ロナウド | マンチェスター・ユナイテッド       |
| 2008-09 | スティーヴン・ジェラード   | リヴァプール                       |
| 2009-10 | ウェイン・ルーニー         | マンチェスター・ユナイテッド       |
| 2010-11 | スコット・パーカー         | ウェストハム・ユナイテッド         |
| 2011-12 | ロビン・ファン・ペルシ     | アーセナル                         |
| 2012-13 | ガレス・ベイル             | トッテナム・ホットスパー           |
| 2013-14 | ルイス・スアレス           | リヴァプール                       |
| 2014-15 | エデン・アザール           | チェルシー                         |
| 2015-16 | ジェイミー・ヴァーディ     | レスター・シティ                   |
| 2016-17 | エンゴロ・カンテ           | チェルシー                         |
| 2017-18 | モハメド・サラー           | リヴァプール                       |
| 2018-19 | ラヒーム・スターリング     | マンチェスター・シティ             |
| 2019-20 | ジョーダン・ヘンダーソン   | リヴァプール                       |
| 2020-21 | ルベン・ディアス           | マンチェスター・シティ             |
| 2021-22 | モハメド・サラー           | リヴァプール                       |
| 2022-23 | アーリング・ハーランド     | マンチェスター・シティ             |
| 2023-24 | フィル・フォーデン         | マンチェスター・シティ             |
| 2024-25 | モハメド・サラー           | リヴァプール                       |